# Флюгел, Дарлэнн
Да́рлэнн Флю́гел (англ. Darlanne Fluegel; 25 ноября 1953, Уилкс-Барре, Пенсильвания, США — 15 декабря 2017, Орландо, Флорида, США) — американская актриса, фотомодель, кинопродюсер, кастинг-директор и преподаватель по актёрскому мастерству.

## Биография
Флюгел дебютировала в фильме 1978 года «Глаза Лауры Марс» и в 1980-х сыграла основные женские роли в ряде фильмов, включая «Однажды в Америке», «Битва за пределами звёзд», «Жить и умереть в Лос-Анджелесе», «Беги без оглядки», «Крутые ребята», «Пуленепробиваемый» и «Взаперти». На телевидении она известна благодаря регулярной роли в первом сезоне сериала NBC «Криминальные истории». Позже она снималась в сериалах «Умник» (1990) и «Хантер» (1990—1991).
После спада активности в актёрской карьере, Флюгел преподавала актёрское мастерство в Центральном флоридском университете (2002—2007), где имела звание профессора.
В 1983—2004 годах Флюгел была замужем за Майклом Айрой Смоллом, от которого родила двоих детей — сына Колтера Нейтана Смолла и дочь Дженну Кэри Смолл (род. 30.06.1988), ставшую актрисой Дженикой Кэри.
В возрасте 56-ти лет Флюгел был поставлен диагноз ранней стадии болезни Альцгеймера, от которой она скончалась 15 декабря 2017 года вскоре после своего 64-летия.

## Фильмография
| Год       |     | Русское название                    | Оригинальное название                                     | Роль                           |
| --------- | --- | ----------------------------------- | --------------------------------------------------------- | ------------------------------ |
| 1978      | ф   | Глаза Лоры Марс                     | Eyes of Laura Mars                                        | Лулу                           |
| 1980      | ф   | Битва за пределами звёзд            | Battle Beyond The Stars                                   | Нанелия                        |
| 1983      | ф   | Последний бой                       | The Last Fight                                            | Салли                          |
| 1984      | ф   | Однажды в Америке                   | Once Upon a Time in America                               | Ив                             |
| 1984      | тф  | Бетонный ритм                       | Concrete Beat                                             | Стефани                        |
| 1985      | с   | Секретный агент Макгайвер           | MacGyver                                                  | Барбара Спенсер                |
| 1985      | ф   | Жить и умереть в Лос-Анджелесе      | To Live And Die In L.A.                                   | Рут Ланьер                     |
| 1986      | с   | Сумеречная зона                     | The Twilight Zone                                         | мама                           |
| 1986      | с   | Альфред Хичкок представляет         | Alfred Hitchcock Presents                                 | Зои                            |
| 1986      | ф   | Беги без оглядки                    | Running Scared                                            | Анна Костанзо                  |
| 1986      | ф   | Крутые ребята                       | Tough Guys                                                | Скай                           |
| 1986—1987 | с   | Криминальные истории                | Crime Story                                               | Джули Торелло                  |
| 1987      | ф   | Пуленепробиваемый                   | Bulletproof                                               | капитан Девон Шепард           |
| 1988      | ф   | Смертельный незнакомец              | Deadly Stranger                                           | Пегги Мартин                   |
| 1988      | ф   | Шоссе                               | Freeway                                                   | Сара «Санни» Харпер            |
| 1988      | ф   | Взаперти                            | Lock Up                                                   | Мелисса                        |
| 1990      | с   | Умник                               | Wiseguy                                                   | Лейси                          |
| 1990      | ф   | Проект «Пришелец»                   | Project: Alien                                            | Филлис «Птица» Макнамара       |
| 1990—1991 | с   | Охотник                             | Hunter                                                    | Джоанн Моленски                |
| 1992      | с   | —                                   | Hearts Are Wild                                           | Анна                           |
| 1992      | ф   | Кладбище домашних животных 2        | Pet Sematary Two                                          | Рене Хэллоу                    |
| 1993      | ф   | Избиение младенцев                  | Slaughter of the Innocents                                | Сьюзан Бродерик                |
| 1994      | в   | Сканер-полицейский                  | Scanner Cop                                               | доктор Джоан Олден             |
| 1994      | ф   | Двойное подозрение                  | Breaking Point                                            | Дана Престон / Молли Карпентер |
| 1994      | тф  | Умри со мной                        | Come Die with Me: A Mickey Spillane’s Mike Hammer Mystery | Пэт Чемберс                    |
| 1994      | ф   | Страх                               | Relative Fear                                             | Линда Пратман                  |
| 1996      | в   | Человек тьмы 3: Умри, Человек тьмы! | Darkman III: Die Darkman Die                              | доктор Бриджет Торн            |
| 2008      | кор | —                                   | No Worries                                                | Сара                           |